# Fierville-les-Mines
Fierville-les-Mines é uma comuna francesa na região administrativa da Normandia, no departamento Mancha. Estende-se por uma área de 7,42 km². Em 2010 a comuna tinha 349 habitantes (densidade: 47 hab./km²).